# 秀塘壮族乡
秀塘壮族乡是中华人民共和国贵州省黔东南苗族侗族自治州从江县下辖的一个民族乡。

## 行政区划
秀塘壮族乡下辖以下村级行政区划单位：
塘洞村、杆洞村、打秀村、乔谷村、卡机村、下敖村、上敖村、交顶村、归眼村、打格村、平晏村、打郎村和打边村。